# キンイタダキアメリカムシクイ
キンイタダキアメリカムシクイ（学名：Basileuterus culicivorus）は、スズメ目アメリカムシクイ科に分類される鳥類の一種。
新北区、新熱帯区に生息する。